# Francisco Rodrigues Pereira de Queirós
Francisco Rodrigues Pereira de Queirós, primeiro e único barão de Santa Cecília (Prados, 1 de julho de 1818 — 2 de junho de 1890), foi um nobre brasileiro, que fundou a cidade de Carandaí, em Minas Gerais.
Filho de Francisco José Pereira e de Cândida de Queirós Pereira.
O Batistério diz: 
“Aos 12 (doze) de julho de 1818, nesta capella da Ressaca filial da Matriz de Prados, com licença do Reverendo Pároco Narciso Ferreira da Cunha, baptisei solemnemente o innocente FRANCISCO, filho legítimo de Francisco José Pereira e D. Cândida Flora de Queiros; nascido no primeiro do mesmo mês ut supra. P.P.: José Bento Pereira, solteiro e D. Anna Rosa de Queiros, avó do baptisado e todos da Parochia: Prados; e para constar fiz este assento que assinei ut supra. O Padre Severino José da Silva Moura”.
Foi major da Guarda Nacional na província de Minas Gerais. Casou com Luciana Pereira de Queirós (12 de janeiro de 1837 – 12 de julho de 1908), com geração. Ainda solteiro, legitimou três filhos. Foi agraciado com o título de barão de Santa Cecília em 17 de julho de 1874.
Nos anos de 1869 a 1873, conforme atestado do padre Gabriel Del Giudice , o Barão de Santa Cecília construíra a sua custa uma nova igreja no Distrito de Carandaí.
Uma extensa biografia de Francisco Rodrigues Pereira – Barão de Santa Cecília foi publicada por seu bisneto, o Promotor de Justiça Cássio Rodrigues Pereira: "Perfil Histórico Barão de Santa Cecília (Francisco Rodrigues Pereira de Queiroz). O Fundador da Cidade de Carandaí/MG". A obra além de compilar todos os dados do Barão, já publicados e a maioria inéditos, traz um estudo genealógico da família Rodrigues Pereira.